# Cushman & Wakefield
Cushman & Wakefield ist ein US-amerikanisches Gewerbeimmobilien-Beratungsunternehmen. Das Unternehmen mit Sitz in Chicago verfügt über weitere regionale Zentralen in New York City (Nord- und Südamerika), London (EMEA) und Sydney (APAC). Es ist in über 60 Ländern aktiv und gehört zu den weltweit größten Immobilien-Beratungsunternehmen.

## Geschichte
Das Unternehmen wurde am 31. Oktober 1917 von J. Clydesdale Cushman und Bernard Wakefield in New York City gegründet. Die Firma wuchs schnell nach der Gründung und 1927 schrieb Clyde Cushman ein heute noch gültiges und bahnbrechendes Buch: Management: How Modern Business Buildings Are Operated (Die richtige Führung von modernen Geschäftsgebäuden). Weitere maßgebende Bücher folgten. Trotz der weltweiten Wirtschaftskrise in den 1930er Jahren war die Firma schon bald wieder profitabel. Rasch schaffte Cushman & Wakefield anschließend die Marktführung im Immobilienmarkt von New York City.
Die 1940er Jahre brachten New York einen neuen Gebäudeboom und Cushman & Wakefield stiegen in den jungen Leasing-Markt ein. Das möglicherweise prestigeträchtigste Projekt war 1946 der Handel mit dem Gelände, das heute das UN-Gebäude an der First Avenue in Manhattan beherbergt.
In den 1960er bis 1980er Jahren expandierte das Unternehmen landesweit. Es kamen neue Geschäftsfelder hinzu, nun wurden auch andere Firmen beraten und weitere Möglichkeiten zur Finanzierung wurden eingeführt. In dieser Periode war Cushman & Wakefield maßgeblich an dem Willis Tower in Chicago beteiligt (vormals Sears Tower). Für viele Jahre wurde das damals höchste Gebäude der Welt von Cushman & Wakefield finanziert und geleitet.
In den 1970er Jahren wurde das Unternehmen von dem Medienkonzern RCA Corp. übernommen und 1976 an die Rockefeller Gruppe verkauft. Das Unternehmen wurde mit der Gruppe fusioniert und wurde so eine vollwertige Immobiliengesellschaft mit über 40 Niederlassungen in den ganzen USA. 1989 wurde Cushman & Wakefield einer der größten Teilhaber der japanischen Mitsubishi Estate Co. Ltd. So wuchs Cushman & Wakefield zu einer der größten Immobiliengesellschaften der Welt heran.
In den 1990ern wurde die globale Positionierung weiter ausgebaut. Cushman & Wakefield kaufte 1998 die europäische Immobiliengesellschaft Healey & Baker. Es wurden weiter internationale Immobiliengesellschaften übernommen. 2000 hatte Cushman & Wakefield 10.000 Angestellte in 145 Niederlassungen in 46 Ländern über die ganze Welt verteilt.
2004 kaufte Cushman & Wakefield Russlands führende Immobiliengesellschaft Stiles & Riabokobylko auf.
Nach mehr als einem Vierteljahrhundert internationaler Expansion wurde nach weiteren Märkten innerhalb der USA gesucht.
Im Mai 2005 verhandelte Cushman & Wakefield den 1,72 Milliarden US-Dollar Handel des MetLife Building an Tishman Speyer Properties aus. Das war bis zur damaligen Zeit der höchste jemals für ein Büro-Gebäude bezahlte Preis. 2007 brach Cushman & Wakefield alle Rekorde als Makler mit dem Verkauf des Gebäudes an der 666 Fifth Avenue, der erlöste Wert beträgt 1,8 Milliarden US-Dollar. 71,5 % von Cushman & Wakefield gehört heute der Exor, die sie 2007 von der Rockefeller Gruppe übernahm, während der verbleibende Rest zum Großteil dem Management und den Angestellten gehört. 2007 feierte Cushman & Wakefield sein 90-jähriges Jubiläum.
Am 1. September 2015 fusionierten Cushman & Wakefield und Debenham Thouard Zadelhoff (DTZ) und firmiert nun unter der Marke Cushman & Wakefield und ist mehrheitlich im Besitz einer Investorengruppe, die von TPG Capital, PAG Asia Capital und Ontario Teachers’ Pension Plan geführt wird.